# Llevant (Mallorca)
Llevant és una comarca mallorquina que comprèn l'est de l'illa de Mallorca. Inclou els municipis d'Artà, Capdepera, Manacor, Sant Llorenç des Cardassar i Son Servera.

## Medi físic

### Geografia
Els paisatges del Llevant de Mallorca es caracteritzen per una combinació única de turons i muntanyes, penya-segats, platges de sorra, badies i camps fèrtils, tots concentrats en un espai relativament reduït dins l'illa. Aquesta regió presenta turons suaus de pedra calcària, modelats al llarg del temps per l'acció del vent, el clima i la pluja.
La Serra Artana, situada a la península nord-oriental de Mallorca, és el massís més alt i compacte de les Serres de Llevant, amb cims destacats com la Talaia Freda (561 metres) i el Bec de Ferrutx (519 metres). A més de la seva superfície, el Llevant de Mallorca amaga formacions subterrànies significatives, com les Coves del Drac, situades a 25 metres de profunditat, i les Coves dels Hams, que arriben fins als 30 metres sota terra.
La costa nord-oriental ofereix diverses badies i platges reconegudes, com Cala Millor, sa Coma i s'Illot, que han evolucionat de ser indrets poc coneguts a destinacions turístiques populars.

### Platges
La comarca del Llevant destaca per la seva costa variada, oferint opcions per a diferents preferències, des de zones turístiques amb serveis complets fins a espais naturals més tranquils.
Al municipi d'Artà, es troba la platja de sa Canova, una extensió de sorra verge envoltada de dunes i vegetació autòctona. A la Colònia de Sant Pere, la platja de s'Estanyol ofereix un ambient més familiar amb aigües tranquil·les. Altres cales com Cala Torta i Cala Mitjana són conegudes per la seva bellesa natural i aigües cristal·lines.
Capdepera compta amb platges com Cala Mesquida, caracteritzada per les seves dunes i aigües clares, i Cala Agulla, una de les més populars de la zona per la seva proximitat a Cala Rajada i els seus serveis. Cala Gat i Cala Son Moll són altres opcions que combinen bellesa natural i accessibilitat.
A Son Servera, Cala Millor destaca per la seva àmplia oferta turística i una platja de sorra fina que s'estén al llarg de diversos quilòmetres. Cala Bona, amb el seu port pesquer, ofereix un ambient més tranquil i tradicional. Altres platges com Es Ribell i Sa Marjal són menys concorregudes i mantenen un entorn més natural.
Sant Llorenç des Cardassar ofereix la platja de sa Coma, amb una àmplia franja de sorra i aigües poc profundes. Cala Moreia, també coneguda com s'Illot, és una altra platja popular amb serveis turístics.
Finalment, al municipi de Manacor, es troben cales com Cala Anguila i Cala Mendia, conegudes per les seves aigües turqueses i entorn natural. Portocristo ofereix una platja urbana amb tots els serveis, mentre que Cala Varques és una cala verge accessible només a peu o per mar, apreciada pels qui busquen un entorn més salvatge.

### Clima
El Llevant de Mallorca presenta un clima mediterrani caracteritzat per hiverns breus, suaus i humits, i estius llargs, secs i calorosos. Les zones costaneres experimenten un microclima temperat gràcies a la influència dels vents marins. La precipitació mitjana anual oscil·la entre els 450 i els 500 mm/m², amb el juliol com a mes més sec (8,8 l/m²) i l'octubre com el més plujós (101,3 l/m²). L'any 1945 es va registrar el màxim històric de 224,3 l/m² d'aigua acumulada.
Durant la primavera, la floració dels ametllers, que comença al gener, domina el paisatge, seguida per altres arbres fruiters al març. L'estiu es caracteritza per la sequera i les altes temperatures, amb escasses precipitacions i una gran afluència de visitants a les zones costaneres. A la tardor, les pluges tornen després de l'estiu, revitalitzant la vegetació i moderant les temperatures, que es fan més fresques al matí i a la nit. Els hiverns són suaus, amb temperatures al voltant dels 10 °C.
Els vents que afecten el Llevant de Mallorca inclouen la Tramuntana, de direcció nord, que es caracteritza per la seva fredor i pot reduir les temperatures de manera notable. El Ponent aporta frescor a l'estiu i pluja a l'hivern, mentre que el Llevant pot ser càlid a l'estiu i provocar tempestes a l'hivern. El Migjorn, procedent del sud, genera calor i humitat. Dels vents derivats, el Gregal sol portar humitat, el Xaloc aporta calor i, ocasionalment, pluja de fang amb sorra del nord d'Àfrica, el Llebeig transporta humitat des de les Açores, i el Mestral dispersa els núvols.

### Protecció de la natura
El Parc Natural de la Península del Llevant és una àrea protegida que abasta 21.507 hectàrees, de les quals 16.232 són terrestres i 5.275 marines. Declarat el novembre de 2001, el parc comprèn una diversitat d'hàbitats mediterranis, incloent-hi muntanyes, badies poc alterades, alzinars, ullastrars, pinedes, penya-segats marins, sistemes dunars i zones humides associades a torrents.
La flora del parc és rica i variada, amb espècies com el garballó (Chamaerops humilis), la mata, la ginesta, l'estepa joana, l'arenaria, la Globularia cambessedesii, la didalera, el Dianthus rupicola ssp. bocchoriana, el Crocus cambessedesii, el Lotus tetraphyllus, l'Erodium richardii, la Paeonia cambessedessi, els xiprells i l'ullastre. També són comuns el pi blanc i arbustos aromàtics com la lavanda, el romaní i l'estepa.
Pel que fa a la fauna, hi ha espècies d'ocells com la gavina corsa (Larus audouinii), el falcó pelegrí (Falco peregrinus) i l'àguila peixetera (Pandion haliaetus). A més, el parc acull la major part de les poblacions de tortugues de terra (Testudo hermanni) presents a Mallorca.

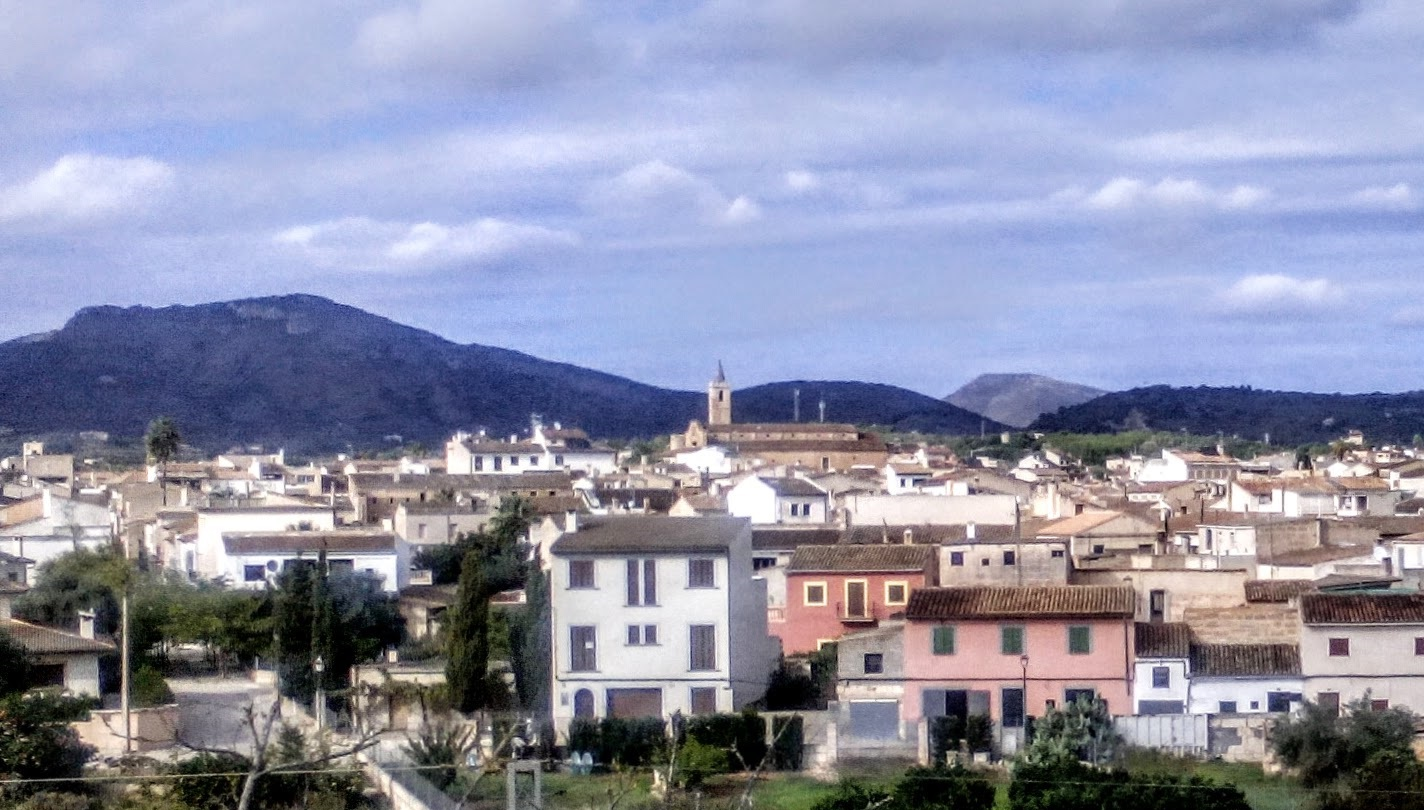
Sant Llorenç
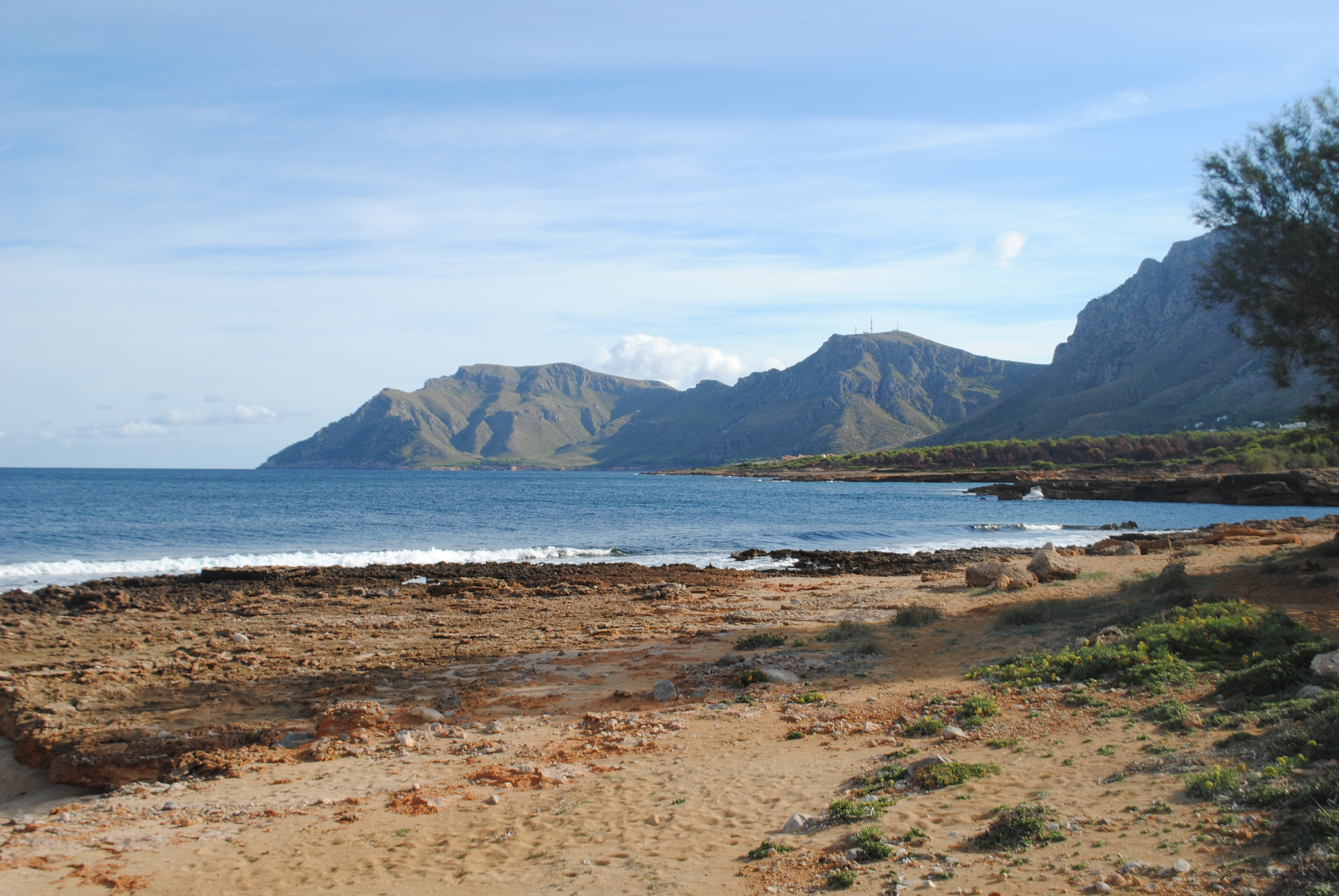
Colònia de Sant Pere
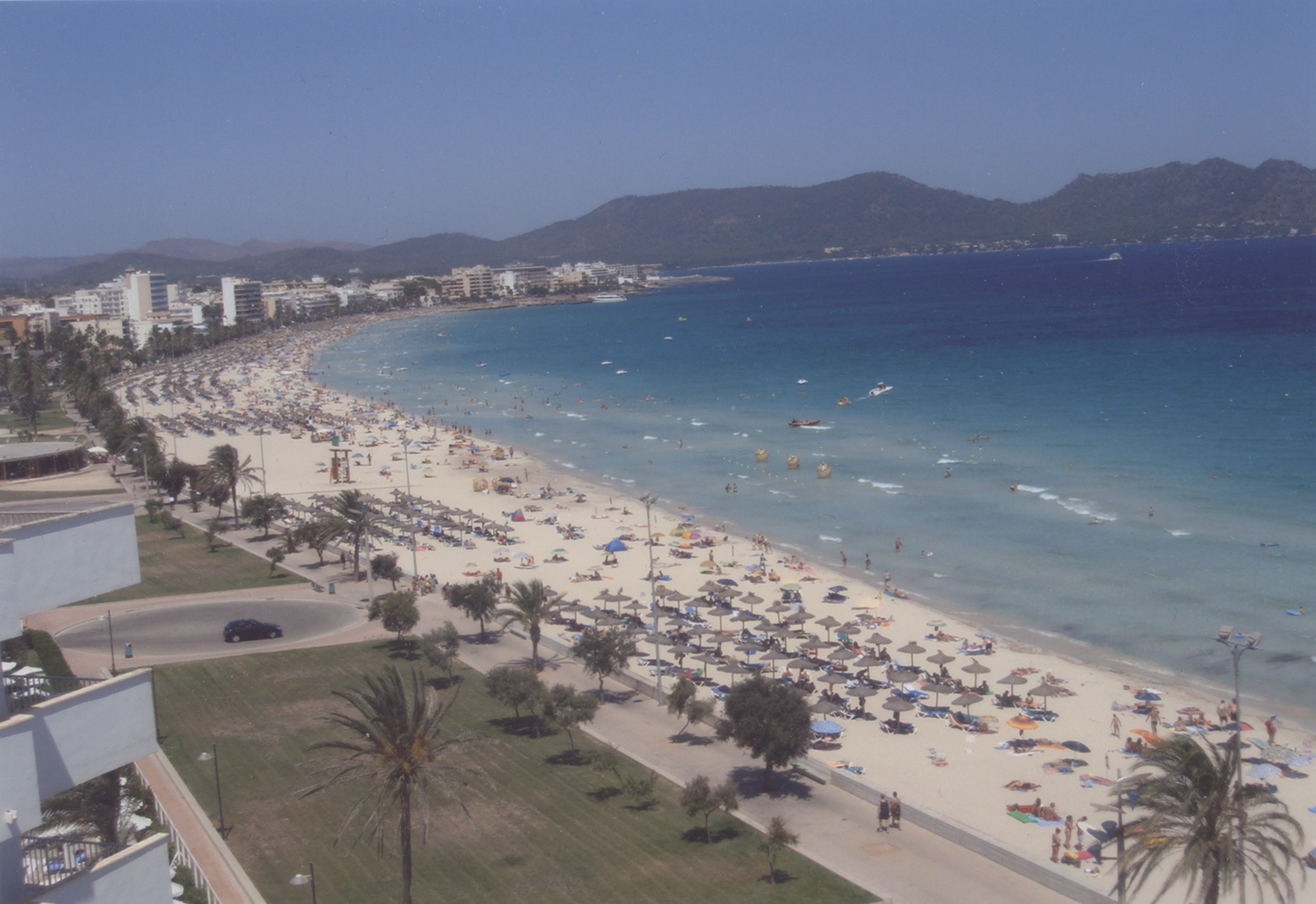
Cala Millor
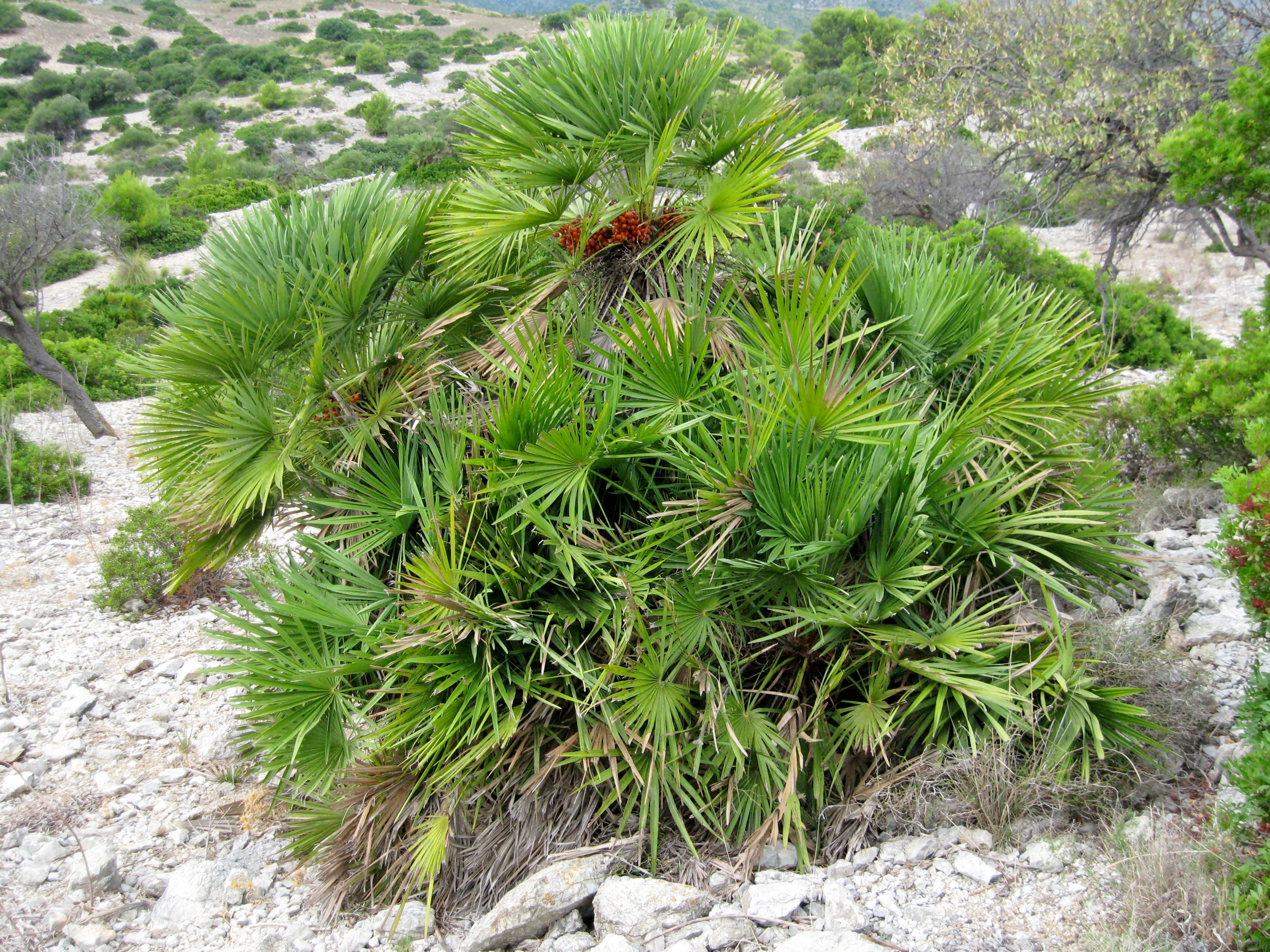
Garballó a la finca pública d'Albarca, al  Parc Natural de la Península del Llevant.

## Història

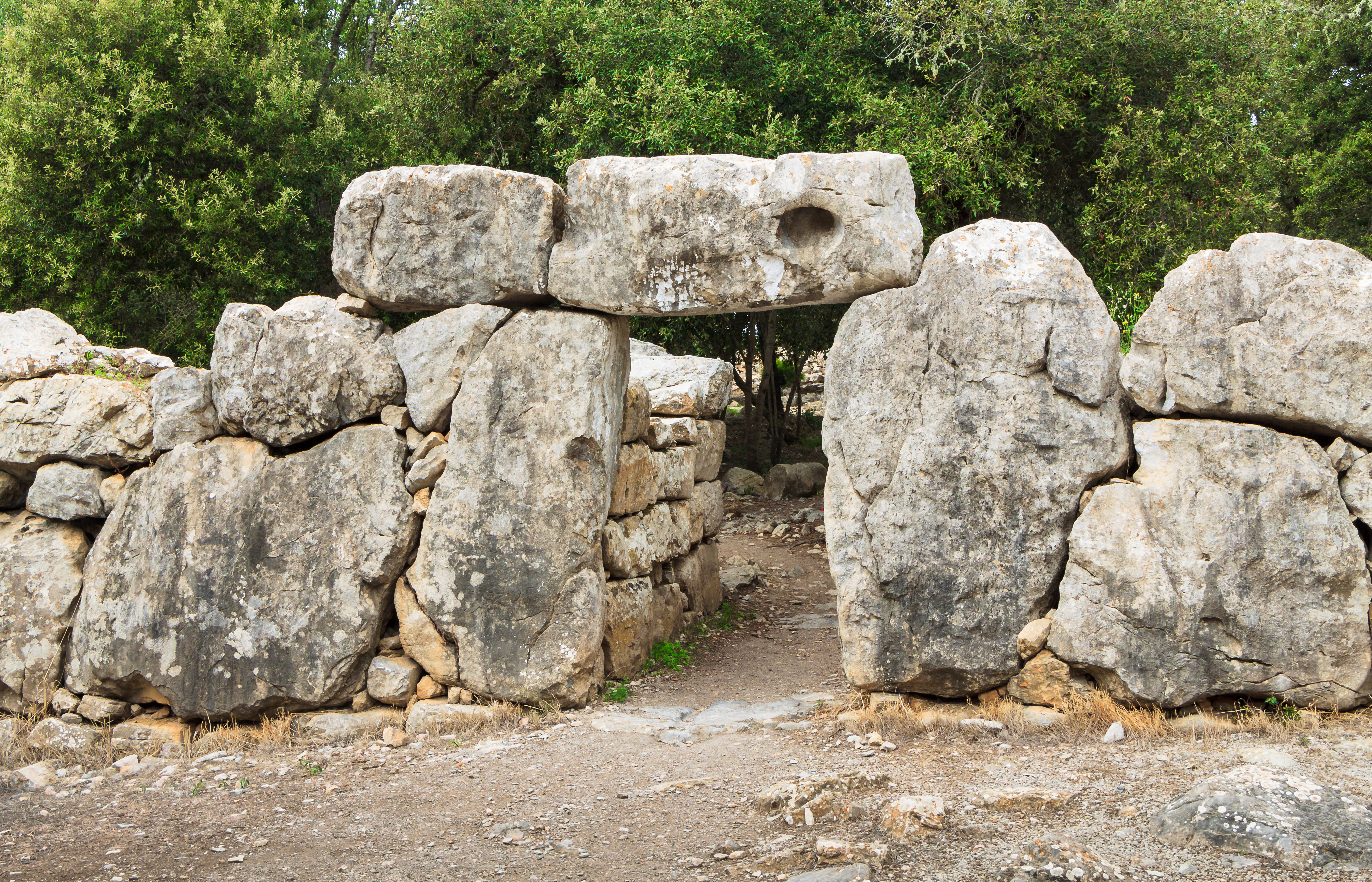
Murada de Ses Païsses

A la comarca de Llevant es troba el jaciment de Ses Païsses, situat a prop de l'estació d'Artà, que data aproximadament del 2000 aC. Forma part de la cultura talaiòtica, coneguda per la construcció de grans edificis de pedra, torres defensives i murs defensius. Les torres, anomenades talaies, han donat lloc al terme talaiot, d'origen àrab. Un altre jaciment significatiu d'aquest període és Capocorb Vell, localitzat al sud de la comarca, que també conserva restes d'assentaments talaiòtics. Les estructures construïdes per aquesta cultura van ser reutilitzades al llarg del temps.
Durant el període de dominació musulmana, el Llevant va ser una regió marcada per l'agricultura intensiva. Els àrabs van introduir sistemes de regadiu que van transformar les terres en zones fèrtils, amb jardins i plantacions de fruites i hortalisses. Aquest llegat agrícola es manté visible en l'actualitat.

## Comunicacions

### Carreteres

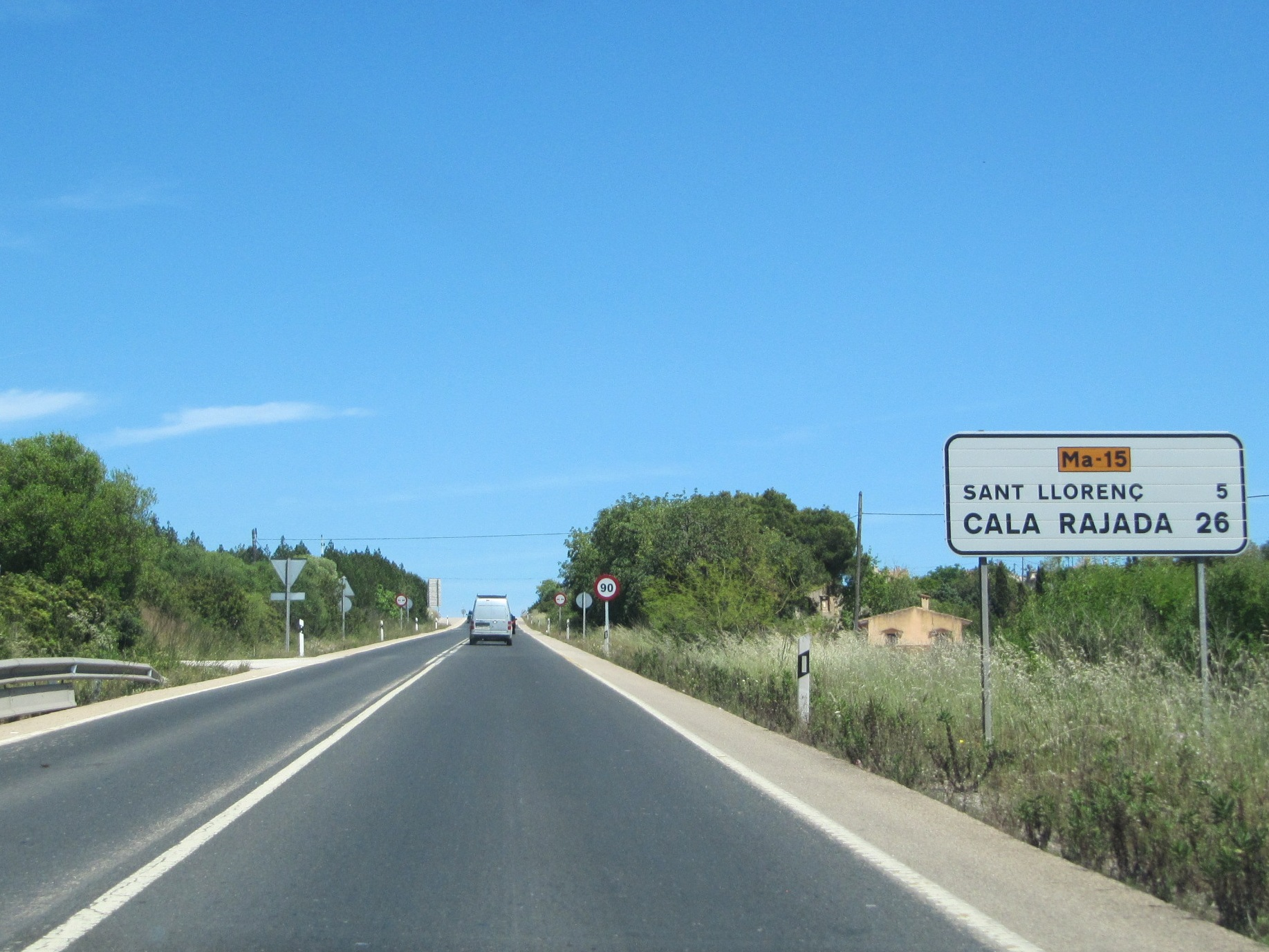
Ma-15 entre Manacor i Sant Llorenç

El Llevant compta amb una xarxa de carreteres que inclou vies principals i secundàries que connecten els seus municipis amb la resta de l'illa. La carretera principal de la comarca és la Ma-15, que uneix Palma amb Manacor, Sant Llorenç, Artà, Capdepera i Cala Rajada. Altres carreteres destacades són la Ma-12 (d'Artà al Port d'Alcúdia), la Ma-4020 (Manacor-Portocristo) i la Ma-4030 (Sant Llorenç-Son Servera). A més, hi ha múltiples connexions locals que enllacen diferents punts de la comarca, com la Ma-4040 (Capdepera-Son Servera) i la Ma-4026 (Son Servera-Cala Millor).
Les carreteres de la comarca estan ben asfaltades i en general són fàcilment transitables, facilitant l'accés tant a zones costaneres com interiors. La infraestructura viària inclou també connexions amb carrils bici, especialment a zones turístiques com Cala Millor.

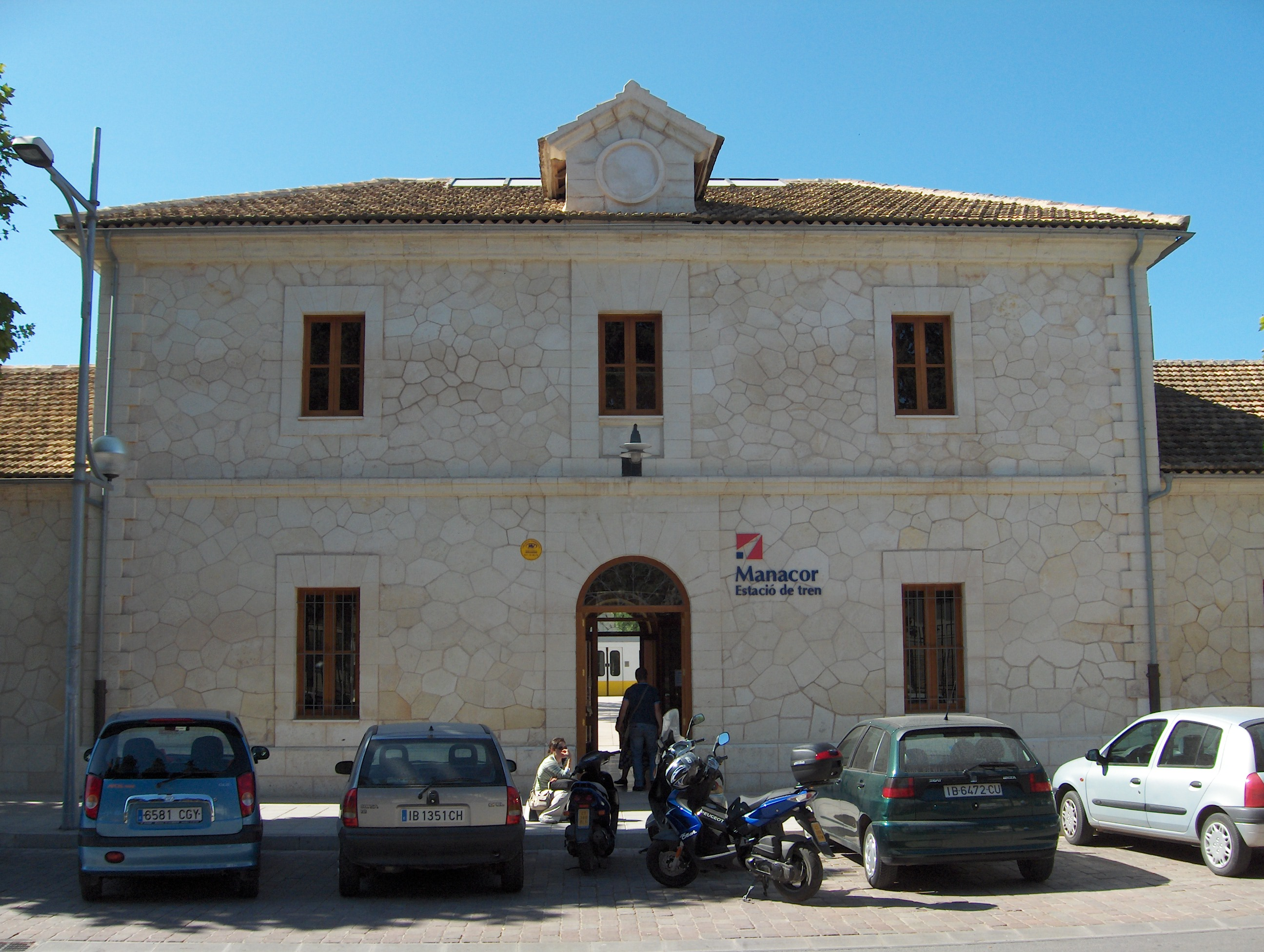
Estació de tren de Manacor

- Autobús: La comarca està integrada en la xarxa de transport públic de Mallorca, amb diverses línies que connecten els municipis del Llevant amb Palma i altres zones de l'illa.
- Ferrocarril: L'única línia de tren en funcionament al Llevant és la Palma-Inca-Manacor, gestionada per Serveis Ferroviaris de Mallorca. Històricament, hi havia una connexió ferroviària entre Manacor i Artà, inaugurada el 1921 i clausurada el 1977. Actualment, es realitzen diverses reivindicacions per reactivar aquesta línia, amb la proposta d'un tren elèctric, que connectaria Manacor i Artà com a part del projecte del corredor ferroviari de Llevant.[2]
  - Aquest projecte ha estat objecte de diverses iniciatives per part d'ajuntaments i associacions locals que busquen recuperar la connexió per fer-la més sostenible i millorar la mobilitat a la zona.[3]
  - La proposta d'aquesta reactivació ha estat impulsada per diversos polítics i entitats, com el mateix Govern de les Illes Balears en que digueren que estava sent estudiat com a part de les inversions en mobilitat sostenible a la regió.[4]
  - El centenari de la línia original del tren Manacor-Artà va ser commemorat el 2021 amb actes que van posar de manifest la importància històrica d'aquesta infraestructura i les actuals peticions per recuperar-la.[5]
  - La revista Bellpuig va dedicar diversos articles a la història i a les actuals reivindicacions del tren Manacor-Artà, destacant com, durant els últims 25 anys, les plataformes locals han mantingut viva la demanda de reactivar la línia com a mitjà de transport sostenible i accessibilitat millorada per a la comarca del Llevant.[6] En els seus articles, Bellpuig també ha documentat els testimonis de diversos membres de la comunitat, que consideren que la reactivació del tren Manacor-Artà seria clau per al desenvolupament econòmic de la zona, especialment en termes de turisme i connexions directes amb altres punts de l'illa.[7]
  - El diumenge 24 de setembre de 2023 es va celebrar un programa especial en directe a través de la plataforma de Televisió Serverina i altres mitjans com Revista Bellpuig, Ràdio Artà, Cap Vermell i altres, en el qual es va analitzar el moviment reivindicatiu per la reactivació del tren Manacor-Artà. El programa va incloure la participació de músics, activistes, representants polítics i membres de la comunitat local, oferint una visió transversal, intergeneracional i ecologista d'aquest moviment.[6]
  - A més, es va organitzar una marxa simbòlica entre Son Carrió i Son Servera, que va començar amb una visita al Museu del Ferrocarril de Son Carrió a càrrec de l'Associació d'Amics del Ferrocarril. El programa va fer connexions en directe amb la marxa, que va acabar amb una paella compartida entre els participants a l'estació de Son Servera.[7]
  - L'objectiu és aconseguir una connexió ferroviària moderna i eficient entre Manacor i Artà, així com la connexió amb altres línies existents, per millorar l'accessibilitat i reduir les emissions de CO₂.[8]
- Transport marítim: 
  - Fins a finals de la dècada de 1990, existia una connexió regular de ferri entre Cala Rajada (Mallorca) i Ciutadella (Menorca), operada per l'empresa Cape Balear. La durada del trajecte era aproximadament de 55 minuts.[9] Aquesta connexió es va suspendre a finals de 1999, arran de problemes amb la Capitania Marítima de Balears, i es va reemplaçar per altres opcions de transport entre les dues illes.[10] Posteriorment, es va intentar recuperar la connexió a través d'operadors com Interilles Express, que va operar la ruta des de 2007 fins aproximadament el 2010.[11]

## Economia

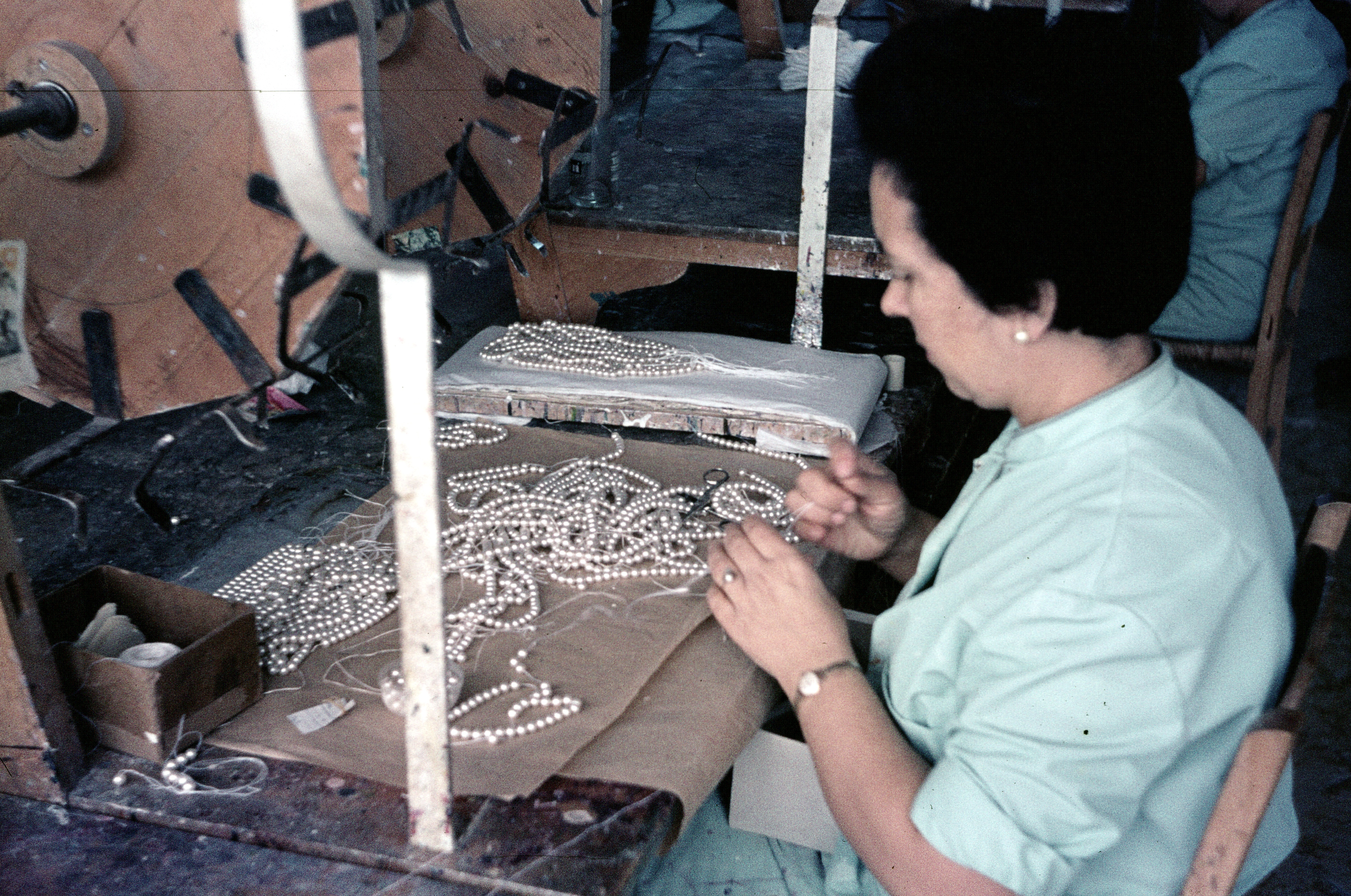
Perles Majòrica (1967)

El turisme és la principal activitat econòmica del Llevant de Mallorca, representant aproximadament el 75% del producte interior brut de la comarca. Les destinacions més populars inclouen Cala Rajada i Cala Millor, que són especialment freqüentades per visitants d'Alemanya i el Regne Unit. Altres sectors econòmics com la construcció aporten un 8% al PIB, mentre que l'agricultura i les activitats agropecuàries contribueixen amb un 3,5%, tot i que representen el 11% dels llocs de treball a la regió.

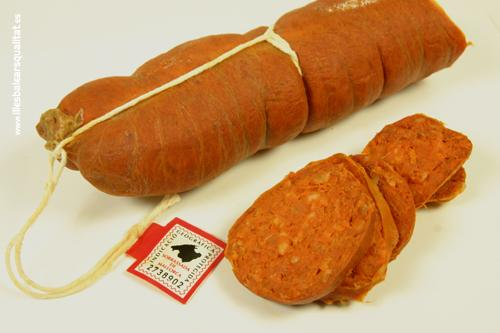
Sobrassada amb segell IGP

### Producció agroalimentària
La producció agroalimentària és una part essencial de l'economia del Llevant de Mallorca. A l'oest de la comarca, especialment a les zones de Sant Llorenç des Cardassar i Manacor, s'estenen amplis camps agrícoles dedicats principalment al conreu de cereals. Aquestes terres conserven les sínies tradicionals, antigament accionades per ases i mules que bombejaven aigua per al regadiu.
Vuit fabricants del Llevant es dediquen a la producció de sobrassada, amb Indicació Geogràfica Protegida, que es fa amb carn de porc seleccionada i assecada a l'aire. La comarca també destaca per la fabricació de licors, els productes més coneguts es troben el palo, les herbes de Mallorca, el mescladís de matances i l'anís sec.
Una altra contribució notable del Llevant és el fonoll marí (Crithmum maritimum), una planta típica de les zones costaneres, utilitzada històricament com a suplement alimentari pels mariners gràcies al seu alt contingut en vitamina C. El fonoll marí es recol·lecta a l'estiu i es conserva durant mesos, assegurant-ne la disponibilitat com a aliment en llargs viatges marítims.

### Viticultura
El Llevant també té una llarga tradició en la producció de vi, iniciada durant l'època romana. La regió va ser reconeguda com a àrea de viticultura el 1993, fet que va impulsar inversions en tecnologies modernes, la plantació de nous ceps i la introducció de varietats viníferes millorades. Els municipis d'Artà, Capdepera i Sant Llorenç formen part de l'àrea de cultiu protegida, reconeguda pel Ministeri d'Agricultura i Pesca el 2001. Els sòls de la regió, amb roca calcària i terra argilenca, proporcionen condicions òptimes per al cultiu de la vinya. Les varietats de raïm negre inclouen Callet, Fogoneu, Ull de llebre, Manto negre, Cabernet Sauvignon, Merlot i Syrah, mentre que els vins blancs s'elaboren amb ceps com Chardonnay, Macabeu, Moscatell i Premsal Blanc.

### Indústria i artesania
La indústria i l'artesania representen aproximadament el 24% del PIB de Mallorca, amb una presència moderada al Llevant. No hi ha grans indústries a la comarca, però destaquen activitats com les empreses de grava, la producció de perles i la fabricació de materials de construcció a Manacor i Son Servera. La producció d'objectes de llatra, com senalles i altres peces fetes amb fibres vegetals trenades, és una tradició antiga que es manté viva a Artà i Capdepera. Manacor és el principal centre de fabricació de mobles de l'illa, amb una oferta que inclou productes tradicionals, dissenys contemporanis i peces exclusives. La producció de perles artificials és un altre sector clau, amb la marca Perles Majorica establerta a Manacor i Perles Orquidea a Montuïri.

## Llocs d'interès

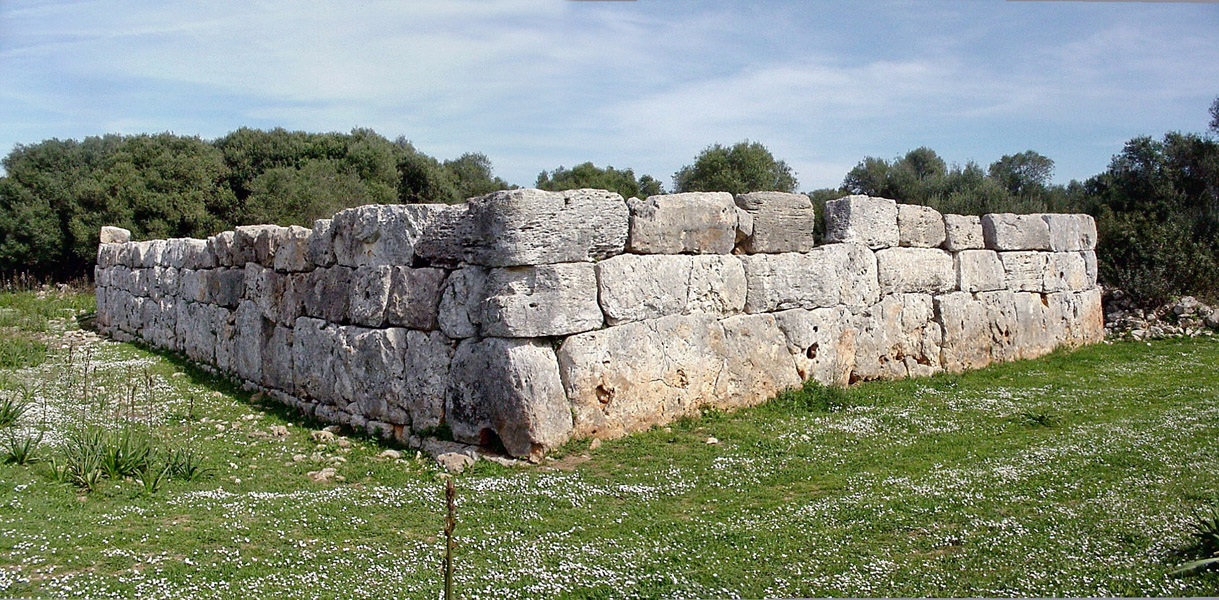
Poblat talaiòtic de l'Hospitalet Vell

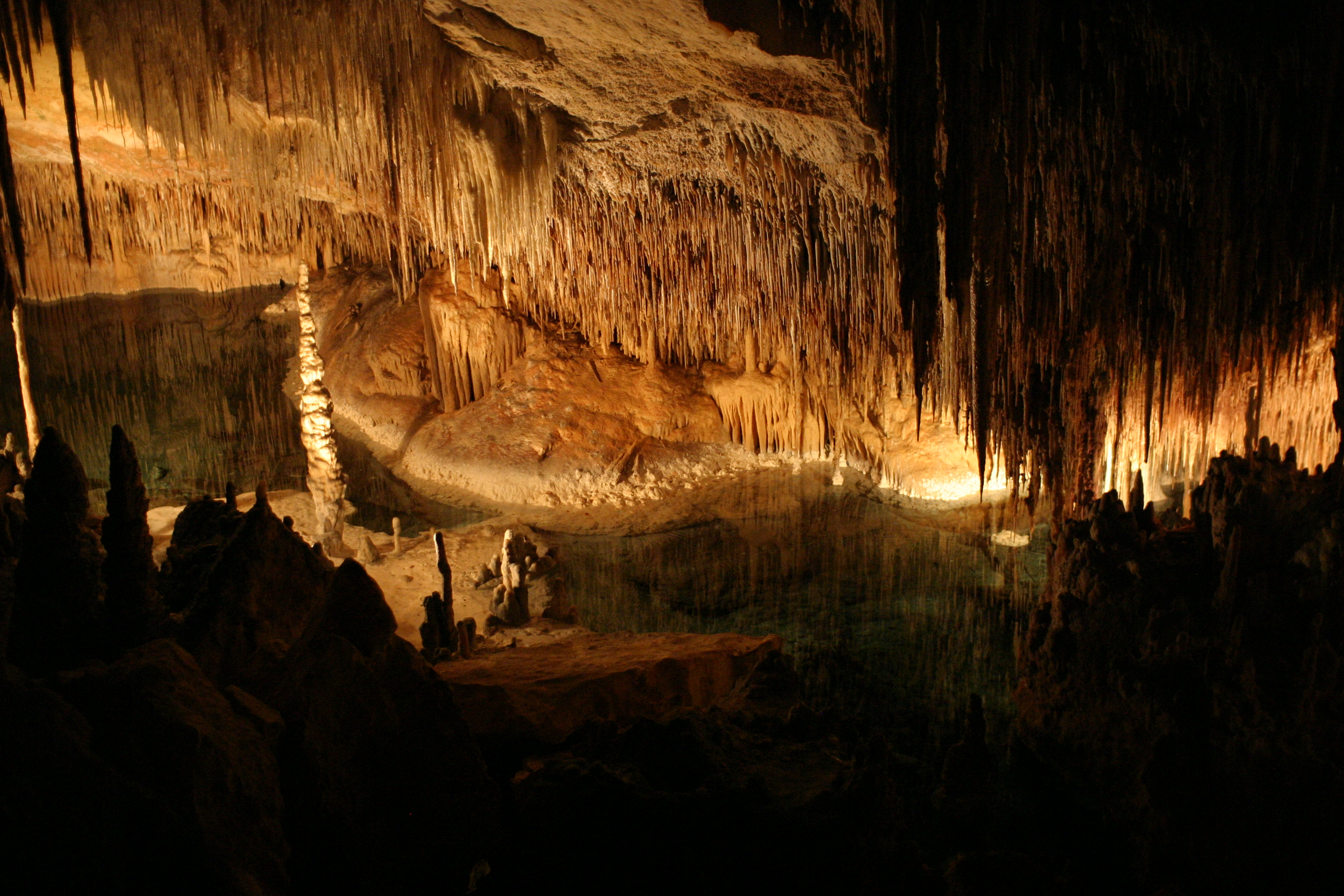
Coves del Drac

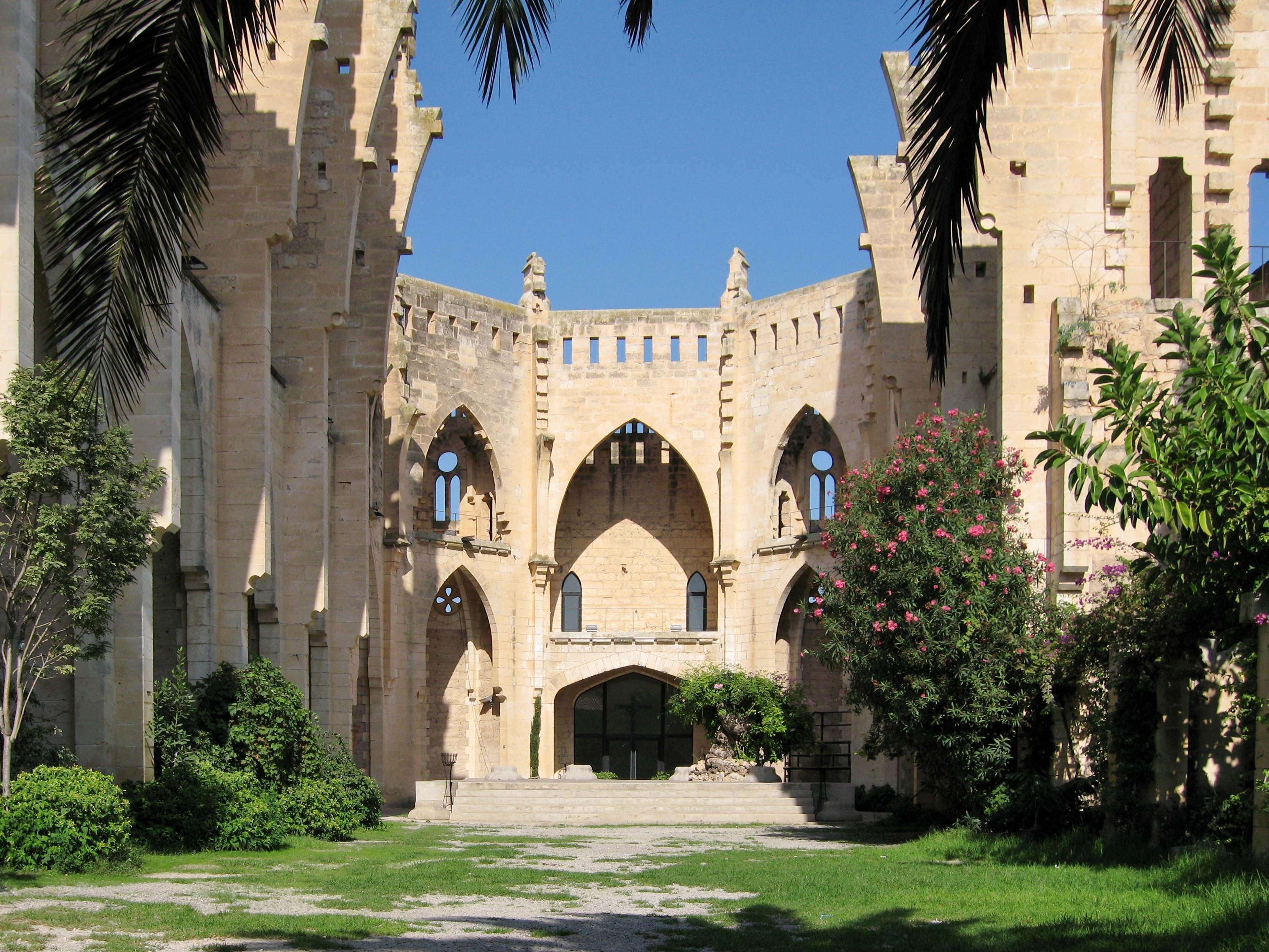
Església nova de Son Servera

- El nucli talaiòtic de l'Hospitalet Vell a la carretera Manacor-Cales de Mallorca, (1800-1500 aC). És especialment notable el talaiot, un tipus de torre amb planta quadrada de la qual la columna mediterrània i la teulada de lloses grans així com una tanca rectangular estan rebudes.
- El poblat talaiòtic Ses Païsses a Artà.
- L'església cristiana de Son Peretó a la carretera Palma-Artà, cap a final del segle v. Consta d'un baptisme amb dues piques baptismals i la capella.
- La torre dels Enagistes a la carretera Ctra. Manacor-Cales de Mallorca, és una construcció de defensa i mansió del segle xiv. Avui l'edifici és seu del museu de Manacor. Les peces d'exposició més notables són el mosaic de tomba de Balèria, mosaic de l'església cristiana de Son Peretó i els mobles de miniatura. Al primer pis hi ha grafits del segle xv fins al segle xviii.
- El Molí en Polit, un molí de vent del segle xix a Manacor.
- Fàbrica de perles Majòrica.
- Coves del Drac (Porto Cristo). És un dels llacs subterranis més grans del món, on s'ofereixen diàriament concerts de música clàssica.
- Església parroquial Nostra Senyora dels Dolors de Manacor. Construïda a finals del segle XIX en estil neogòtic per l'arquitecte Gaspar Bennàssar Moner, s'alça al mateix lloc on hi havia esglésies anteriors, la més antiga documentada del 1232 i probablement edificada sobre una antiga mesquita. L'església actual incorpora elements artístics d'artistes locals i estructures de construccions prèvies. El campanar, anomenat Torre Rubí, és l'estructura més alta de la ciutat i un símbol arquitectònic destacat.
- Torre de Canyamel a la carretera de Capdepera a Son Servera.
- Església de peregrinació Sant Salvador (1832), envoltat dels dominants murs de fortalesa, sobre el cim d'Artà.
- Església Nova de Son Servera, obra de Joan Rubió, deixeble d'Antoni Gaudí. D'estil neogòtic, està sense acabar i actualment es destina per a celebracions i actes a l'aire lliure.
- El castell de Capdepera, castell del segle XIV.

Informació actualitzada per un bot. Els canvis manuals es perdran quan s'actualitzi!
| Escut | Municipi                   | Població      | Superfície km² | Densitat | Altitud | Codi postal             | Codi territorial | Dades a Wikidata              |
| ----- | -------------------------- | ------------- | -------------- | -------- | ------- | ----------------------- | ---------------- | ----------------------------- |
|       | Artà                       | 8.387 (2024)  | 139,8          | 60       | 154     | 07570                   | 07006            | Modifica les dades a Wikidata |
|       | Capdepera                  | 12.860 (2024) | 54,9           | 234,16   | 111     | 07580                   | 07014            | Modifica les dades a Wikidata |
|       | Manacor                    | 47.777 (2024) | 260,3          | 183,54   | 80      | 07500                   | 07033            | Modifica les dades a Wikidata |
|       | Sant Llorenç des Cardassar | 9.331 (2024)  | 82             | 113,82   | 74      | 07530 07540 07560 07687 | 07051            | Modifica les dades a Wikidata |
|       | Son Servera                | 12.261 (2024) | 42,6           | 288,09   | 103     | 07550                   | 07062            | Modifica les dades a Wikidata |

## Mitjans de comunicació locals
A continuació es presenten alguns dels mitjans de comunicació que cobreixen la informació de la comarca del Llevant de Mallorca:
- Televisió Serverina: Mitjà de comunicació televisiu local que cobreix la informació i els esdeveniments del municipi de Son Servera.
- Bellpuig: Mitjà digital i local dedicat a notícies d'Artà. Ofereix informació d'actualitat, cultura i esdeveniments locals.
- Cala Millor 7: Revista que ofereix notícies, reportatges i esdeveniments de Cala Millor i altres zones del Llevant, especialment centrats en el turisme i la vida local.
- Card.cat: Portal digital d'informació local que cobreix notícies de Sant Llorenç des Cardassar, amb un enfocament en la cultura, l'esport i les notícies d'interès general.
- Cap Vermell: Publicació digital que abasta notícies de Capdepera i altres zones de la comarca del Llevant. A més, es dedica a temes culturals i d'interès general de la zona.
- Cent x Cent: Revista digital d'informació i cultura que cobreix la comarca del Llevant de Mallorca, centrada en els esdeveniments locals, l'actualitat i la cultura popular, editada a Manacor.
- De Franc Digital: Portal digital que ofereix notícies i reportatges sobre la vida a la comarca, amb una especial atenció a les notícies polítiques i socials de la zona, en especial Manacor.
- Ràdio Artà: Emissora de ràdio local d'Artà que transmet informació sobre esdeveniments, notícies i cultura d'Artà i de les localitats del voltant.
- Revista 07500: Publicació periòdica local de Manacor i la seva comarca que cobreix notícies, cultura i esdeveniments locals, amb una atenció especial a l'actualitat de la ciutat de Manacor.
- Diari de Cala Bona: Mitjà digital que ofereix notícies de Cala Bona i altres zones de la comarca, amb enfocament en el turisme, la cultura local i l'actualitat de la zona.